# انتخابات فرمانداری ماساچوست (۲۰۱۸)
انتخابات فرمانداری ماساچوست (انگلیسی: Massachusetts gubernatorial election, 2018) در ۶ نوامبر ۲۰۱۸ برگزار خواهد شد.
چارلی بیکر به عنوان فرماندار ایالت ماساچوست از حزب جمهوری‌خواه ایالات متحده و کارین پولی‌تو به عنوان معاون فرماندار برای انتخاب مجدد در دوره دوم فرمانداری به رقابت با کوانتین پال‌فری از حزب دموکرات ایالات متحده آمریکا خواهند پرداخت. نامزدها در روز ۴ سپتامبر ۲۰۱۸ در انتخابات مقدماتی شرکت کردند.

## پیشینه
چارلی بیکر در سال ۲۰۱۴ با فاصله کمی بر مارتا کاکلی پیروز شد و به ریاست دادستان‌کل انتخاب شد، با این حال، به‌طور مداوم به عنوان یکی از محبوب‌ترین فرمانداران در کشور شناخته می‌شود. برخی از دموکرات‌ها از جمله مایک کپوانو عضو کنگره و سخنگوی مجلس، رابرت کاپانی سیاستمدار
و باب دل‌یو بر این باورند که بیکر نامزد حزب دموکرات برنده نهایی فرمانداری ماساچوست خواهد شد. از طرفی در سال ۲۰۱۶، UIP جایگاه حزب رسمی خود را پس از آنکه نتوانست ۱ درصد از رای‌دهندگان ماساچوست را به عنوان اعضا ثبت کند، از دست داد.